# 落合美穂
落合 美穂（おちあい みほ、本名：滝澤美穂、1966年10月9日 - ）は、女性フリーアナウンサー、タレント。埼玉県出身。血液型B型。
1990年、法政大学社会学部卒業後、札幌テレビ放送へアナウンサーとして入社。1997年に退社し、現在はライムライトに所属。

## エピソード
北海道紋別郡丸瀬布町（現在は遠軽町）の丸瀬布川にある『十三滝』の一つ「八の滝」は1991年6月、STVテレビの取材の際に転落、頭部を打って意識不明となり、北見市の救急病院に運ばれたものの無事であったことから、「美穂の滝」と名づけられた。　

## 過去の主な出演

### テレビ
- 北、再発見 （STVテレビ）
- どさんこワイド （STVテレビ）
- はなまるマーケット レポーター（TBSテレビ）

### ラジオ
- 落合美穂のサタデーランキング
- 落合美穂のアタックヤング （STVラジオ）水曜日担当
- ホットラインパート2 （STVラジオ）
- ザ・ギンザラジオシティ  （中央エフエム：東京都中央区のコミュニティ放送局）。